# Deux Jumelles dans l'Ouest
Pour plus de détails, voir Fiche technique et Distribution.
Deux Jumelles dans l'Ouest (How the West Was Fun) est un téléfilm américain de Stuart Margolin diffusé pour la première fois en 1994.

## Synopsis
Deux filles, Jessica et Susie (Mary-Kate et Ashley Olsen), vivent avec leur père (Patrick Cassidy) dans la ville. Un jour, elles reçoivent une lettre de leur grand-mère Natty (Peg Phillips), les invitant dans son ranch. Natty, ne sachant pas la mort de leur mère, souhaite que leur mère vienne en aide au ranch. Natty a des problèmes financiers parce que le ranch a trop peu de visiteurs payants et, bien qu'elle regorge d'offres, Natty ne veut pas vendre le ranch. Les filles et leur père vont aller au ranch, et tenter d'aider Natty. Au ranch, les filles vont tout tenter pour empêcher un promoteur immobilier de prendre possession du ranch. Cependant, le fils de Natty, Bart (Martin Mull) se met en travers de leurs plans. Ils vivent des aventures et apprennent sur leur histoire familiale à travers le journal intime de leur mère décédée.

## Distribution
- Mary-Kate Olsen : Susie Martin
- Ashley Olsen : Jessica Martin
- Martin Mull : Bart Gafooley
- Michele Greene : Laura Forester
- Patrick Cassidy : Stephen Martin